# Torneig de Candidats
El Torneig de Candidats és un torneig d'escacs organitzat per la Federació Internacional d'Escacs (FIDE) des de 1950, com a la competició final per determinar l'aspirant per disputar el Campionat del món d'escacs. El vencedor del Torneig de Candidats guanya el dret a disputar un matx contra el Campió del món regnant.
Al començament, el torneig se celebrava cada tres anys, perquè aquesta era la durada del cicle de candidats, que implicava torneigs de classificació anteriors (zonals i interzonals), però després de la divisió del Campionat del Món en la dècada de 1990, es van produir canvis en el sistema per determinar l'aspirant a Campió del món.

## Organització
El nombre de jugadors en el torneig ha variat al llarg dels anys, entre vuit i quinze jugadors. La majoria d'aquests es classificaven a través dels torneigs Interzonals, tot i que alguns van aconseguir entrar directament al Candidats sense haver de jugar l'Interzonal.
El primer cicle d'Interzonal/Candidats pel Campionat del Món es va iniciar el 1948. Abans de 1965, el torneig s'organitzava per sistema de tots contra tots. Des de 1965, la fase de Candidats es va jugar per sistema K.O., amb matxs repartits en diversos mesos. El 1995-1996, el campió regnant de la FIDE (Anatoli Kàrpov) també va entrar als Candidats, en les semifinals, de manera que el guanyador va ser el campió del món de la FIDE.
La FIDE va trencar la continuïtat dels torneigs de candidats a partir de 1996, tot i que aquests varen ser implantats de nou, amb una altra forma, pel campionat del món de 2007.
Durant el període 1993 - 2006, en què el cisma dels escacs va provocar que existissin dos campions del món, dins el cicle pel Campionat del món "Clàssic", no organitzat per la FIDE, es van dur a terme tres torneigs de candidats (els anys 1994-1995, 1998 i 2002) cada vegada sota un patrocinador i un format diferents. En un d'aquests casos (Aleksei Xírov el 1998) no es va arribar a celebrar el matx pel títol, en circumstàncies poc clares (vegeu Campionat del món clàssic de 2000).